# Ousmane Moutari
Ousmane Moutari (* 1952 in Tirmini) ist ein nigrischer Diplomat.

## Leben
Ousmane Moutari schloss 1979 sein Studium in Öffentlichem Recht mit Schwerpunkt auf internationale Beziehungen an der Fakultät für Recht und Wirtschaft der Universität Yaoundé ab. Im selben Jahr trat er in den Dienst des Außenministeriums Nigers. 1984 erhielt er ein Diplom des Institut International d’Administration Publique in Paris. Moutari arbeitete im Außenministerium als Direktor des Büros für politische und kulturelle Angelegenheiten, wurde Erster Sekretär bei der Ständigen Vertretung Nigers bei den Vereinten Nationen in New York und war Mitglied der Delegation Nigers im Sicherheitsrat. Im April 1987 wechselte er als Erster Botschaftsrat an die Botschaft Nigers in der Bundesrepublik Deutschland, den nordischen Ländern und beim Heiligen Stuhl, wo er bis Dezember 1990 tätig war.
Moutari war von 1990 bis 1993 Botschafter Nigers in der Sowjetunion bzw. GUS. Anschließend arbeitete er bis 1995 als Kabinettschef von Hamid Algabid, des Generalsekretärs der Organisation der Islamischen Konferenz. Von 1995 bis 1997 war er Repräsentant des Generalsekretärs bei König Hassan II. von Marokko, dem Vorsitzenden der 7. Islamischen Konferenz. Danach kehrte Moutari zunächst nach Niger zurück. Er arbeitete von Februar bis Dezember 1997 als Generalsekretär des Ministeriums für afrikanische Integration und Auslandsnigrer und von Mai bis Dezember 1998 als Sonderberater für diplomatische Angelegenheiten von Staatspräsident Ibrahim Baré Maïnassara. Am 17. Juni 1999, nach dem gewaltsamen Tod Baré Maïnassaras, wurde er als Ständiger Vertreter Nigers bei den Vereinten Nationen in New York akkreditiert. In dieser Funktion löste ihn am 8. September 2005 Aboubacar Ibrahim Abani ab.
Ousmane Moutari ist verheiratet und hat zwei Kinder.